# Onychogomphus rappardi
Onychogomphus rappardi är en trollsländeart som beskrevs av Maurits Anne Lieftinck 1937. Onychogomphus rappardi ingår i släktet Onychogomphus och familjen flodtrollsländor. IUCN kategoriserar arten globalt som otillräckligt studerad. Inga underarter finns listade i Catalogue of Life.